# Kolorowe melodie
Kolorowe melodie (ang. Melody Time) – amerykański film animowany z 1948 roku wyprodukowany przez wytwórnię Walta Disneya.
W Polsce miał premierę w 1962 roku z krótkometrażowym dokumentem Mali rekruci. Film nie został nigdy w całości wydany na VHS, bądź DVD z kinowym polskim dubbingiem. Na potrzeby emisji telewizyjnej Myszki Miki i przyjaciół i Kaczor Donald przedstawia pięć z siedmiu segmentów zostało na nowo zdubbingowane przez studio Start International Polska i SDI Media Polska.
Serwis Rotten Tomatoes przyznał mu wynik 88%.

## Fabuła

### Once Upon a Wintertime
Pod koniec XIX wieku dwoje młodych ludzi – Joe i Jenny udaje się na randkę podczas grudniowej zimy. Miłość ogarnia w tym samym czasie dwa dzikie króliki i obie pary udają na naturalne lodowisko. Joe popisuje się umiejętnościami łyżwiarskimi, w wyniku czego niechcący doprowadza do komicznego upadku Jenny. Podobna sytuacja przydarza się królikom. Wzburzone Jenny i samica królika obrażają się na swych partnerów i odchodzą od nich. Obie niefortunnie wchodzą na cienki lód, który pęka. Joe i samiec królika biegną na pomoc swym partnerkom porwanym przez prąd rzeki. Z pomocą leśnych zwierząt i koni saniowych obie kobiety zostają uratowane przed upadkiem z wodospadu. Widząc heroizm Joego i samca królika Jenny i samica królika się z nimi godzą. Obie pary wracają na saniach do swych domostw.

### Bumble Boogie
- Na podst. utworu muzycznego Lot trzmiela z opery Bajka o carze Sałtanie Nikołaja Rimskiego-Korsakowa.

Trzmiel spokojnie spędzając na łące niespodziewanie musi przedzierać przez abstrakcyjny świat składający się instrumentów muzycznych.

### The Legend of Johnny Appleseed
- Na podst. folklorystycznej wersji życia Johnny’ego Appleseeda

Ok. 1806 roku pobożny sadownik z Pittsburgha John Chapman żyje z szkółki jabłoni. Chciałby zostać pionierem, lecz czuje że jest zbyt słaby, by przetrwać na Zachodzie, do którego wszyscy się udają. Objawia się mu jego własny anioł stróż i przekonuje go, że jego zdolności szkółkarskie przydadzą się na nowych ziemiach. Wyposażony w ziarna jabłoni, rondel i biblię John decyduje się na wędrówkę ku Zachodowi. Za radą anioła stróża sadzi on nasiona jabłek, gdziekolwiek się uda, aby pionierzy zawsze mieli coś do jedzenia podczas swojej podróży. Sadownik dzięki swej dobroci zaskarbia sobie zaufanie dzikich zwierząt.
W ciągu czterdziestu lat dzięki wysiłkom Johna, zwanego Johnnym Appleseedem, sady jabłoni są wszędzie rozpowszechnione i z ich dobrodziejstw korzystają osadnicy i tubylcy. Pomaga to tworzyć nowe domostwa i gospodarstwa. Stary już Johnny umiera spokojnie we śnie pod jabłonią, o czym dowiaduje się od swego anioła stróża. Początkowo sadownik odmawia pójścia do Nieba, ale anioł zapewnia go, że choć jego praca na Ziemi dobiegła końca, w Niebie nie ma jabłoni. Przekonany Johnny wyrusza z aniołem do Nieba, by rozpocząć sadzenie. Od tego czasu pamięć o Johnnym Appleseedzie się utrwala, gdyż chmury są „kwiatami jabłoni z niebiańskiego sadu Johna”.

### Little Toot
- Na podst. książki obrazkowej Hardiego Gramatky’ego  pod tym samym tytułem.

W Nowym Jorku Toot jest małoletnim holownikiem, który swymi beztroskimi zabawami denerwuje swego ojca i holowane przez niego liniowce. Po tym, jak prawie wpadł w kłopoty ze statkiem straży portowej, Toot postanawia być bardziej odpowiedzialny. Próbuje pomóc ojcu z liniowcem, naciskając jego ster, ale sytuacja wymyka się spod kontroli i linowiec rozbija się o miasto. Za karę Toot zostaje wygnany z portu, a jego ojca degraduje się do ciągnięcia barek ze śmieciami.  
Dwanaście mil od portu załamany Toot zostaje sam na morzu. Nagle rozpętuje się burza i Toot odkrywa na skałach statek w niebezpieczeństwie. Bez namysłu wzywa sygnał S.O.S. do portu. Ojciec Toota i inne holowniki pędzą na ratunek, ale nie mogą posunąć się naprzód na wzburzonym morzu. Tymczasem uwięziony w skałach liniowiec rzuca linę holowniczą Tootowi. Początkowo Toot nie może wyciągnąć statku, ale niektóre pioruny porażają go na tyle, że wyciąga i holuje liniowiec do portu, czym zaskarbia szacunek innych statków i dumę ojca.

### Trees
- Na podst. poematu lirycznego Joyce’a Kilmera pod tym samym tytułem.

Oprawa liryczna słynnego poematu Trees podąża za drzewami w różnych porach roku i czasie. Kończy się na ukazaniu drzewa znajdującego u szczytu góry, które po zakończeniu burzy w świetle przejaśniającego się nieba upodabnia się kształtem do krzyża łacińskiego.

### Blame It on the Samba
Smutni Kaczor Donald i José Carioca wchodzą do kawiarni prowadzonej przez Ptaka Aracuana. Ten widząc ich smutek decyduje poprawić im humor dzięki rytmom samby. Donald i José stają się szczęśliwi i porwani dobremu nastrojowi tańczą. Ptak Aracuan za pomocą magicznych koktajli przenosi ich do kieliszka, gdzie spotykają Ethel Smith grającą na organach.

### Pecos Bill
- Na podst. postaci Pecos Billa z teksańskiego folkloru.

Na teksańskiej prerii Bob Nolan, Roy Rogers i Sons of the Pioneers wyjaśniają Bobby’emu Driscollowi i Luanie Patten, dlaczego kojoty wyją w księżycową noc. W czasach Dzikiego Zachodu jeden z pionierskich wozów niespostrzeżenie gubi chłopca w wieku niemowlęcym. Zostaje odratowany i przygarnięty przez watahę kojotów. Gdy chłopiec nieco podrasta, ratuje on końskie źrebię przed sępami i obu łączy trwała przyjaźń. W przyszłości chłopiec staje się znany jako Pecos Bill, a koń Widowmaker. Pecos Bill wyrasta na kowboja, o którego nadludzkich wyczynach wie cały Teksas.
Jednego dnia Pecos Bill widzi piękną Slue-Foot Sue ujeżdżającą suma i zakochuje się w niej od pierwszego wejrzenia. Miłość ta uwiera Widowmakera. Sue zgadza się poślubić Billa, pod warunkiem zgody na ujeżdżenie Widowmakera. W dzień ślubu Sue używa swej turniury do odbijania się, by ułatwić sobie ujeżdżenia konia. Widowmaker, który od początku nie znosi Sue, zrzuca ją z siodła. Jednak ona odbija się o turniurę tak mocno, że nikt nie jest w stanie utrzymać, nawet Bill. W końcu po wielokrotnych odbiciach Sue ląduje na księżycu. Cierpiący Bill porzuca cywilizację i ponownie żyje z kojotami, które do dziś wyją do księżyca, by uczcić tęsknotę Billa za Sue.

## Obsada
- Buddy Clark – Mistrz Ceremonii (głos)
- Frances Langford – śpiew (głos, Once Upon a Wintertime)
- Dennis Day –
  - Narrator (głos, The Legend of Johnny Appleseed),
  - Johnny Appleseed (głos, The Legend of Johnny Appleseed),
  - Anioł Stróż Johnny’ego (głos, The Legend of Johnny Appleseed),
  - stary osadnik (głos, The Legend of Johnny Appleseed)
- The Andrews Sisters – śpiew (głos, Little Toot)
- Fred Waring and His Pennsylvanians – chór (głos, Trees)
- Ethel Smith – ona sama (Blame It On the Samba)
- The Dinning Sisters – śpiew (głos, Blame It On the Samba)
- Bob Nolan – on sam (Pecos Bill)
- Roy Rogers – on sam (Pecos Bill)
- Sons of the Pioneers – oni sami (Pecos Bill)
- Luana Patten – ona sama (Pecos Bill)
- Bobby Driscoll – on sam (Pecos Bill)
- Trigger – on sam (Pecos Bill)

## Wersja polska

### Pierwsza wersja
Reżyseria: Maria Olejniczak

Teksty piosenek: Joanna Kulmowa (Piosenka o pięknej zimie, Lot trzmiela, Mały Toot, Samba)

Udział wzięli:
- Irena Santor
- Mieczysław Wojnicki
- Kazimierz Brusikiewicz

### Druga wersja
Opracowanie:
- Start International Polska (Była taka zima, Mały Tut, Porywający rytm samby),
- SDI Media Polska (Legenda o dzielnym sadowniku, Pecos Bill)

Reżyseria:
- Dobrosława Bałazy (Była taka zima, Mały Tut, Porywający rytm samby),
- Agnieszka Zwolińska (Legenda o dzielnym sadowniku),
- Joanna Węgrzynowska (Pecos Bill)

Dialogi polskie:
- Krystyna Skibińska-Subocz (odc. Była taka zima),
- Agnieszka Zwolińska (Legenda o dzielnym sadowniku),
- Joanna Serafińska (Mały Tut, Porywający rytm samby)
- Barbara Robaczewska (Pecos Bill)

Teksty piosenek:
- Marek Robaczewski (Była taka zima, Mały Tut, Porywający rytm samby, Pecos Bill),
- Agnieszka Zwolińska (Legenda o dzielnym sadowniku)

Kierownictwo muzyczne:
- Mirosław Janowski (Była taka zima, Mały Tut, Porywający rytm samby),
- Agnieszka Tomicka (Legenda o dzielnym sadowniku, Pecos Bill)

Dźwięk i montaż:
- Elżbieta Chojnowska (Porywający rytm samby, Była taka zima),
- Janusz Tokarzewski (Mały Tut)

Kierownictwo produkcji: Elżbieta Araszkiewicz

Udział wzięli:
- Robert Tondera – Mistrz Ceremonii
- Tomasz Steciuk – Johnny Appleseed (Legenda o dzielnym sadowniku)
- Wojciech Paszkowski – Anioł Stróż Johnny’ego (Legenda o dzielnym sadowniku)
- Cezary Nowak – Narrator (Legenda o dzielnym sadowniku)
- Paweł Szczesny – Narrator (Legenda o dzielnym sadowniku)
- Olga Bończyk – śpiew (Mały Tut)
- Anna Maria Jopek – śpiew (Mały Tut)
- Anna Ścigalska – śpiew (Mały Tut)

Lektor:
- Tadeusz Borowski (Była taka zima, Mały Tut, Porywający rytm samby),
- Piotr Makowski (Legenda o dzielnym sadowniku, Pecos Bill)

## Recenzje
Tadeusz Kowalski na łamach „Filmu” dał neutralną recenzję, polemizując z Ignacym Witzem nt. deprawowania gustu przez Disneya. Uważał Kolorowe melodie za słabsze i nudniejsze od Fantazji. Krytykował dłużyzny segmentów o Johnie Applessedzie i Pecos Billu. Za najlepszy z segmentów uważał Bumble Boogie. O ile pozytywnie ocenił „pełne wdzięku” Once Upon a Wintertime i Little Toot, tak negatywnie ocenił Blame It On the Samba jako „fatalne” i „niweczące dobre wrażenie” „nieudane połączenie żywej aktorki z rysunkowymi figurkami”. Utyskiwał na fakt polskiej wersji językowej jako jedynej dostępnej w kinach, twierdząc że w przypadku, gdy „główną rolę odgrywa (...) jakość interpretacji piosenek” wolałby mieć możliwość usłyszenia oryginalnych wykonawców.